# Plana (Bileća, BiH)
Plana je naseljeno mjesto u općini Bileća, Republika Srpska, Bosna i Hercegovina.

## Zemljopis
Naselje Plana nalazi se na tromeđi puta Bileća – Gacko – Stolac.

## Povijest
U Plani je istraživana velika kamena gomila (tumuli) iz 5. stoljeća pr. Kr. iz vremena Ilira i njihovog plemena Deremista. Tada su pronađene dvije brončane kacige, dvanaest kopalja, srebrni nakit i drugo. Kasnije su Rimljani izgradili svoj centar u Plani.
Avdića džamija u Planoj podignuta 1026. (1617.) hidžretske godine, što je vidljivo iz natpisa koji je uklesan na kamenom luku iznad ulaznih vrata u džamiju. Prema istraživanju Machiela Kiela, na području istočne Hercegovine postojalo je 14 džamija ovakve arhitekture, koje predstavljaju spoj kršćansko-islamske arhitekture. Graditelji su bili iz Dubrovnika, i koristili su formu crkvenih tornjeva kao podlogu za izgradnju minareta. Više puta je rušena, a u potpunosti u ratu od 1992. do 1995. godine, da bi bila ponovno obnovljena 2013. godine.

Pripadala je tipu jednoprostornih džamija sa sofama i kamenom četverokutnom munarom. Proglašena je 2006. godine za nacionalni spomenik Bosne i Hercegovine, a taj status je dobila još 1952. godine.

## Stanovništvo

### Popisi 1971. – 1991.
| Plana         |              |               |               |
| godina popisa | 1991.        | 1981.         | 1971.         |
| Muslimani     | 88 (73,33 %) | 117 (70,06 %) | 157 (64,34 %) |
| Srbi          | 32 (26,67 %) | 45 (26,95 %)  | 83 (34,02 %)  |
| Jugoslaveni   | 0            | 5 (2,994 %)   | 4 (1,639 %)   |
| ukupno        | 120          | 167           | 244           |

### Popis 2013.
| Plana             |              |
| godina popisa     | 2013.        |
| Srbi              | 35 (94,59 %) |
| Hrvati            | 1 (2,703 %)  |
| nisu se izjasnili | 1 (2,703 %)  |
| ukupno            | 37           |

## Vanjske poveznice
- Službene mrežne stranice općine Bileća